# 深圳昆仑鸿星冰球馆
深圳昆仑鸿星冰球馆是一座位于中华人民共和国广东省深圳市龙岗区的专业冰球馆。

## 简介
深圳昆仑鸿星冰球气膜馆项目于2019年12月动工，历时一年建设，于2020年12月31日正式竣工，是深圳昆仑鸿星冰球俱乐部的主训练场，同时也是中国国家女子冰球队训练基地。
球馆位于龙岗区爱心路与白灰围一路西北角，总占地面积8344平方米，建有长60米、宽26米的标准冰球场，是华南仅有的奥林匹克标准冰面，场馆还设有观众席，可满足大型赛事如WHL的场地要求。
该球馆内还设有深圳昆仑鸿星冰球博物馆，这是中国第一个以冰球为主题的博物馆。